# Castrovillari
Castrovìllari (Castruvìddari in calabrese) è un comune italiano di 20 446 abitanti della provincia di Cosenza in Calabria.

## Geografia fisica

### Territorio
La città sorge a 362 m s.l.m. sul limite meridionale di un pianoro denominato Conca del Re, delimitato a ovest dal fiume Coscile. Circondata dall'Appennino calabro - lucano, rappresenta il centro più popoloso del parco nazionale del Pollino. Il Monte Pollino, 2248 m, è la seconda vetta più alta degli Appennini meridionali dopo la Serra Dolcedorme, 2267 m. Anche quest'ultima montagna, che fa parte della catena del Pollino, ricade - in parte - nel territorio di Castrovillari.
A nord-ovest, al confine con il territorio di Morano Calabro, vi è il Monte Sant'Angelo, un piccolo monte isolato che domina dall'alto l'intera Piana di Castrovillari.
Il Mar Ionio dista 30 km (lungo la SS 105); il mar Tirreno tra i 50 e i 110 km. Il clima prevalente è di tipo mediterraneo nella stagione estiva e da media montagna appenninica d'inverno; non mancano occasionali nevicate.

### Geologia
Castrovillari è situata a sud del Massiccio del Pollino, ovvero lungo la fascia pedemontana del massiccio calcareo.
Qui si ritrovano i depositi pleistocenici, costituiti da una successione marina di argille, sabbie e conglomerati appartenenti al ciclo suprapliocenico infrapleistocenico del bacino del Crati (Vezzani, 1968b) e da sedimenti continentali quaternari del bacino di Castrovillari (Russo e Schiattarella, 1992).

### Sismicità
La classificazione sismica del territorio nazionale ha introdotto normative tecniche specifiche per le costruzioni di edifici, ponti ed altre opere in aree geografiche caratterizzate dal medesimo rischio sismico.
In basso è riportata la zona sismica per il territorio di Castrovillari, indicata nell'Ordinanza del Presidente del Consiglio dei Ministri n. 3274/2003, aggiornata con la Delibera della Giunta Regionale della Calabria n. 47 del 10.02.2004.
| Zona sismica 2 | Zona con pericolosità sismica media dove possono verificarsi forti terremoti. |

### Clima
Castrovillari sorge in una zona collinare. Contornata interamente dalla catena del Pollino e dagli Appennini meridionali, ha un clima poco mitigato dal relativamente vicino mare.
Le estati sono di solito molto calde, con punte diurne anche di 40 gradi.
Gli inverni possono essere periodicamente freddi, con temperature che arrivano a 0 gradi. Nel gennaio 2017 la temperatura ha raggiunto il record di -8 gradi.
Periodiche sono le nevicate.
Si ricordano in questo millennio quella del 16 dicembre 2007, con un accumulo vicino ai 25 cm, quelle dall'8 al 10 febbraio 2013, con accumulo di 15 cm, che provocarono l'annullamento delle feste carnevalesche, e quella del 10 gennaio 2017, con accumulo di quasi 20 cm.

## Storia
I vari reperti archeologici, ritrovati sulle sponde del fiume Coscile (antico "Sybaris") e custoditi nel Museo Civico della città, testimoniano la frequentazione del sito sin dall'epoca paleolitica; le prime forme di vita organizzata, tuttavia, sono testimoniate da reperti risalenti all'epoca ellenica e bruzia.
Il rinvenimento di alcuni ruderi di ville romane e di un basolato della stessa epoca portano alla certezza che il luogo ebbe una colonizzazione romana, da cui deriverebbe l'antico nome della città Castrum Villarum cioè "Fortezza delle ville" (nella lingua latina 'villa' rappresentava la casa di campagna, la masseria, la tenuta). La mancanza di documenti rende frammentaria e poco chiara la storia fino a che, nel 1064 d.C., i Normanni, con a capo Roberto il Guiscardo, assediarono e conquistarono le mura della città.
Il dominio normanno si prolungò fino al 1189, quando Costanza d'Altavilla, ultima discendente della famiglia normanna, sposò Enrico VI di Svevia e il potere passò nelle mani degli Hohenstaufen.
Gli Svevi dominarono la città fino alla battaglia di Benevento, nel 1266, in cui tutta l'Italia meridionale passò nelle mani degli Angioini, che dominarono fino al 1400, fino a quando, cioè, Ferdinando I d'Aragona riuscì a conquistare definitivamente Castrovillari. A questo periodo dobbiamo il castello aragonese, che, finito di costruire nel 1480, non aveva come scopo quello di proteggere i cittadini, bensì di tenere a freno le continue rivolte dei Castrovillaresi, da sempre ostili agli aragonesi: questo scopo è testimoniato dalla frase in latino incisa sotto lo stemma che troneggia sull'ingresso del castello: ad continendos in fide cives.

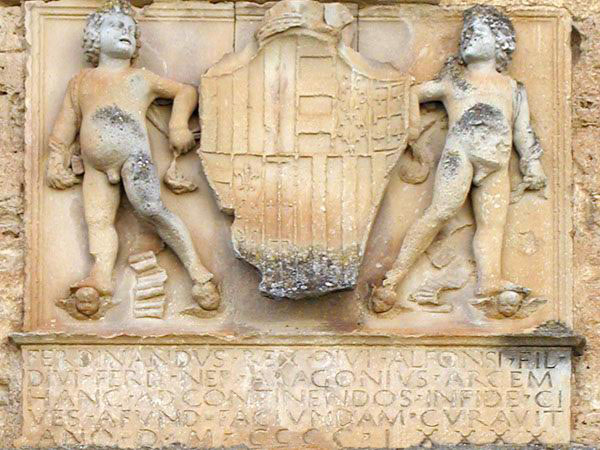
Stemma d'Aragona

In seguito la città passò direttamente sotto l'autorità imperiale, per finire poi infeudata alla famiglia degli Spinelli di Cariati, che la ressero quasi ininterrottamente fino all'eversione della feudalità (eccetto il periodo dal 1579 al 1610, durante il quale la città appartenne alla famiglia Sanseverino di Bisignano).
Nel 1700 i Borbone si impossessarono di tutta l'Italia meridionale; nel 1806 le truppe borboniche furono sconfitte dall'esercito francese di Napoleone a Campotenese, che conquistò così anche la città di Castrovillari. L'arrivo dei francesi apportò grandi novità: venne abolita la feudalità, furono soppressi gli ordini monastici, vennero concesse alla ricca borghesia emergente enormi quantità di terreno, mentre la nobiltà si vide costretta a vendere anche i propri titoli nobiliari.
Le novità francesi portarono all'urbanizzazione del Piano dei Peri e consentì alla città di espandersi verso l'attuale corso Garibaldi (come attestano anche gli ampi marciapiedi costruiti a immagine dei boulevard francesi). Sotto il dominio francese fu istituito anche il distretto di Castrovillari, che riconobbe alla città il ruolo di guida del suo territorio. Caduto il dominio napoleonico, con il congresso di Vienna del 1814 i Borbone ne ripresero il controllo (ma nel 1848 ci furono moti insurrezionali guidati nella zona da Carlo Maria L'Occaso) fino a che il Risorgimento italiano non fuse la storia di Castrovillari con il resto d'Italia.
Castrovillari diede il suo contributo all'unificazione d'Italia; nel 1860 Giuseppe Garibaldi, ospitato dal colonnello Giuseppe Pace, arrivò trionfante a Castrovillari e poco dopo, in piazza San Giuliano, si svolse il plebiscito popolare per l'Unità d'Italia.
Dal 1860 la storia della città si fonde con quella dell'Italia; Castrovillari partecipò attivamente alle guerre mondiali, subendo nel 1943 anche duri bombardamenti da parte degli alleati.
Negli anni della seconda guerra mondiale, tra il 1940 e il 1943, Castrovillari fu uno dei 14 comuni della Calabria designati dalle autorità fasciste ad accogliere profughi ebrei in internamento libero. I 26 internati provenivano dalla Germania, dall'Austria e dalla Polonia; il gruppo aumentò di un'unità con la nascita di un bambino, il 3 marzo 1942. Nel settembre 1943, quanti di loro si trovavano ancora in paese, furono tutti liberati con l'arrivo dell'esercito alleato e così coloro che nel frattempo erano stati trasferiti a Ferramonti. Si salvarono dalle deportazioni anche coloro (5) che da Castrovillari erano giunti ad altra località di confino nel Centro-Nord Italia: a Montesilvano (Pescara) o Agordo (Belluno). Perirono invece ad Auschwitz i tre membri della famiglia Waldmann-Zundler (madre e due bambini piccoli) che giunti in paese nel dicembre 1940 erano stati trasferiti a Roccalbegna (Grosseto) nel settembre 1941 e furono lì arrestati nel dicembre 1943. Tre pietre d'inciampo sono state collocate in paese nel marzo 2025 a onorare la memoria di quei castrovillesi, che furono vittime del nazi-fascismo: Francesco Bucciano, partigiano cattolico, martire delle Fosse Ardeatine; Luigi e Giuseppe Carino, padre e figlio, deportati e morti nei lager della Germania.
Nel 1992, durante la X legislatura, Castrovillari fu sul punto di diventare provincia; la popolazione sentì la bocciatura del corrispondente disegno di legge come una cocente delusione.
Ulteriori tentativi seguirono quello del 1992. L'ultimo, in ordine di tempo, fu costituito dalla proposta di legge n. AC-2243 della XIV legislatura, presentata alla Camera dei Deputati il 30 gennaio 2002, d'iniziativa dei deputati Pappaterra, Boccia, Pisapia e Siniscalchi, che però non ebbe miglior fortuna, essendosi fermata alle prime fasi dell'iter parlamentare.
Ad ogni modo, pur non essendo capoluogo di provincia, Castrovillari continua a essere il punto di riferimento principale per i paesi del territorio circostante. La città, ad esempio, è il centro d'attrazione territoriale per gli istituti scolastici di secondo grado ed è anche sede dell'Archivio di Stato, nonché località principale della Comunità Montana Arbereshë del Pollino.

### Simboli
Il comune di Castrovillari, con deliberazione del consiglio comunale n. 20 del 29 aprile 1981, assunse l'antico stemma estratto dall'Archivio di Stato di Napoli: d'azzurro, al nastro d'argento, un torrione torricellato, di tre pezzi, quello centrale più elevato, ciascuno finestrato di nero, merlate alla guelfa, il tutto murato di nero e movente dalla punta. Segni esterni di città. Contestualmente venne adottato il gonfalone: drappo di colore bianco ornato di ricchi fregi d'oro e caricato dell'arma sopra descritta.
Lo stemma e il gonfalone sono stati poi ufficialmente approvati con deliberazione del consiglio comunale n. 49 del 27 dicembre 1992 e concessi con decreto del presidente della Repubblica del 7 aprile 1994.
Stemma
(Art. 2 del Regolamento per l'uso dello stemma, del gonfalone)
Gonfalone
(Art. 5 del Regolamento per l'uso dello stemma, del gonfalone)

## Monumenti e luoghi d'interesse

### Architetture religiose
- Basilica di San Giuliano, basilica minore[19]
- Santuario di Santa Maria del Castello, santuario diocesano e basilica minore
- Protoconvento francescano (fondato dal discepolo di san Francesco d'Assisi, beato Pietro Cathin, nel 1220)
- Parrocchiale della Santissima Trinità
- Parrocchiale di San Francesco di Paola con annesso convento dei frati minori conventuali
- Parrocchiale dei Sacri Cuori, impropriamente chiamata "cattedrale"
- Cappella di Santa Maria di Costantinopoli
- Cappella di San Rocco
- Cappella di Santa Maria delle Grazie
- Cappella della Madonna del Riposo (Santa Maria del Riposo, eretta nel 1836)

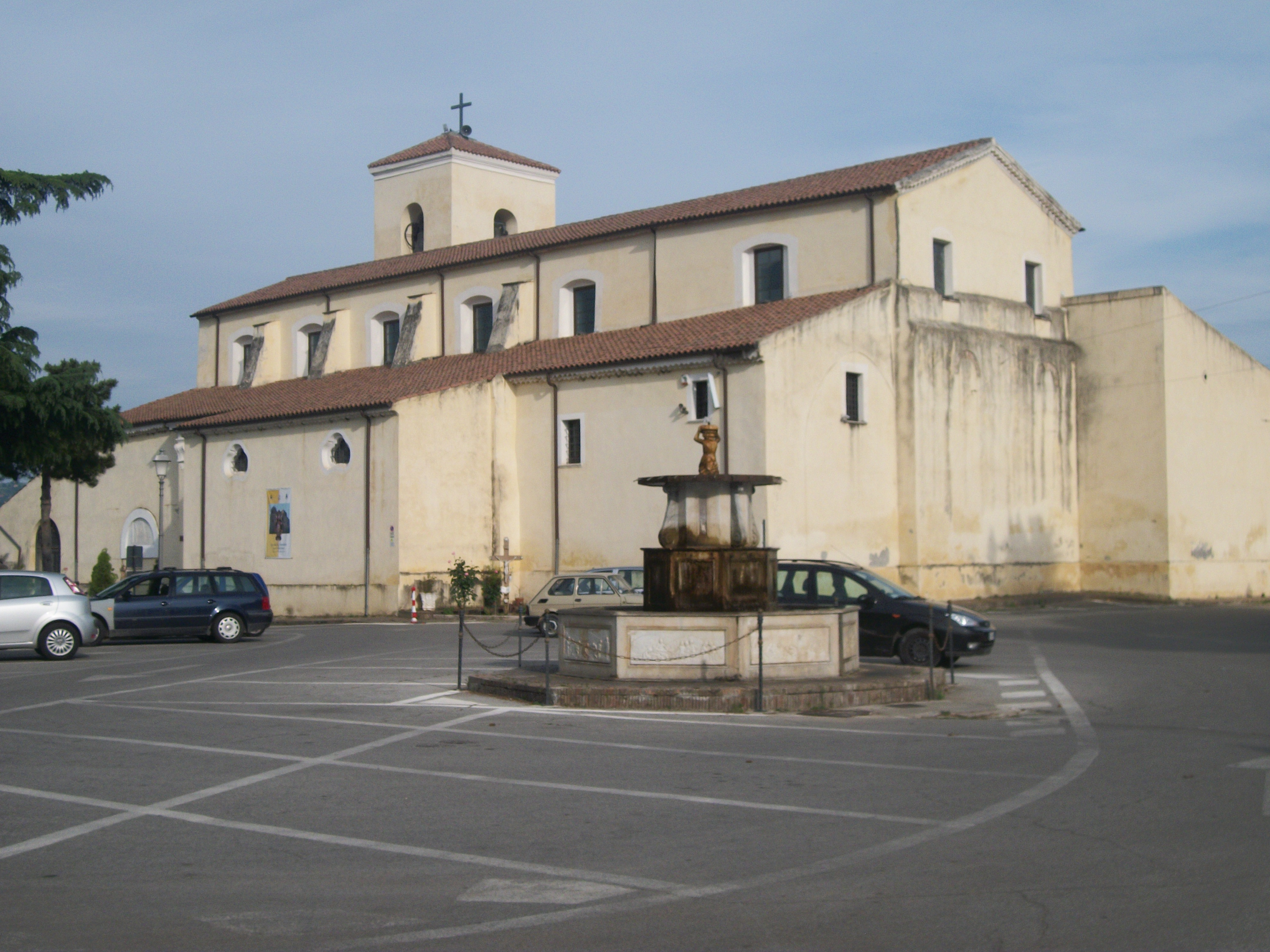
Santuario-basilica minore della Madonna del castello
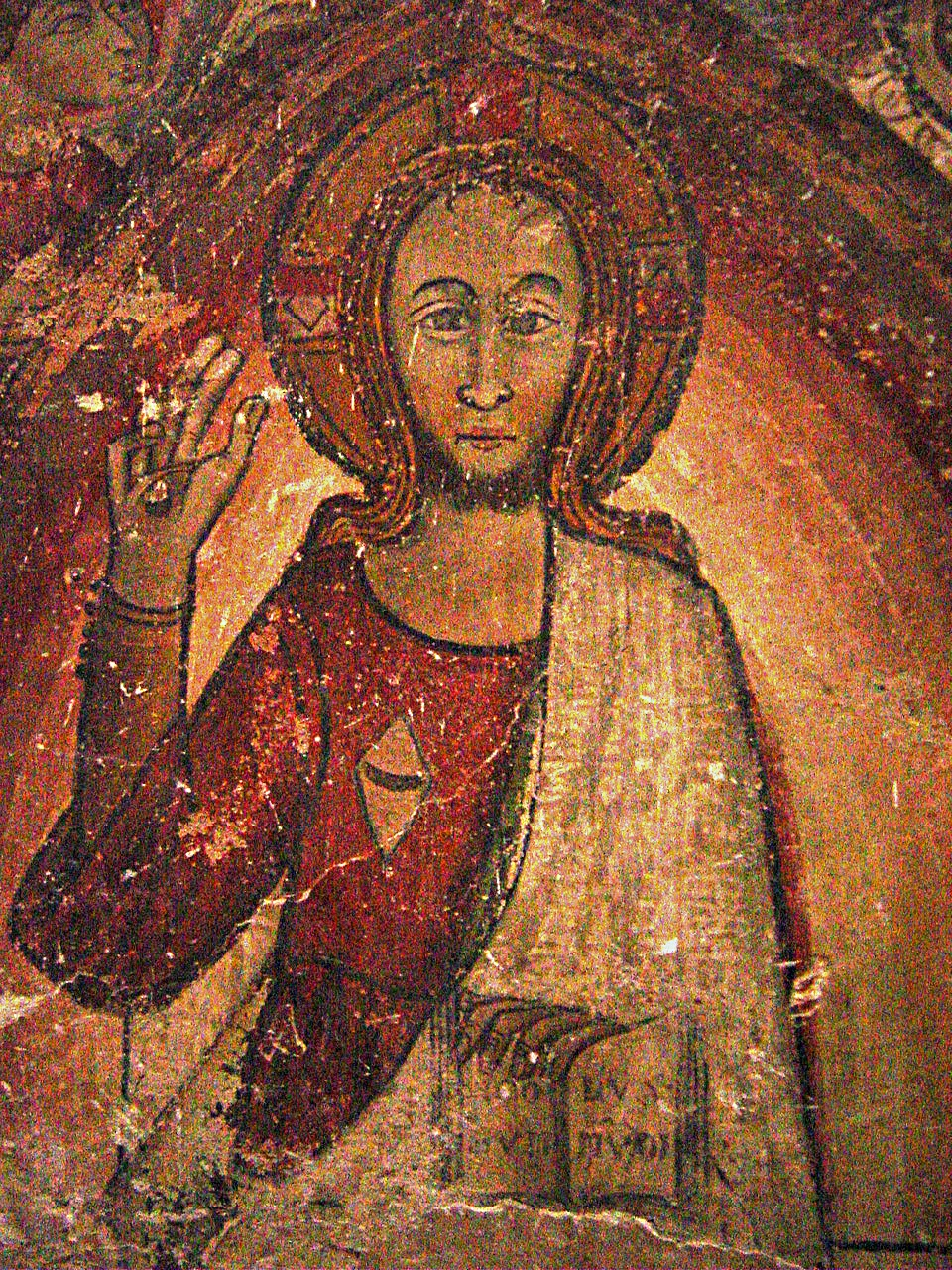
Affresco in stile bizantino visibile nel santuario-basilica minore della Madonna del Castello
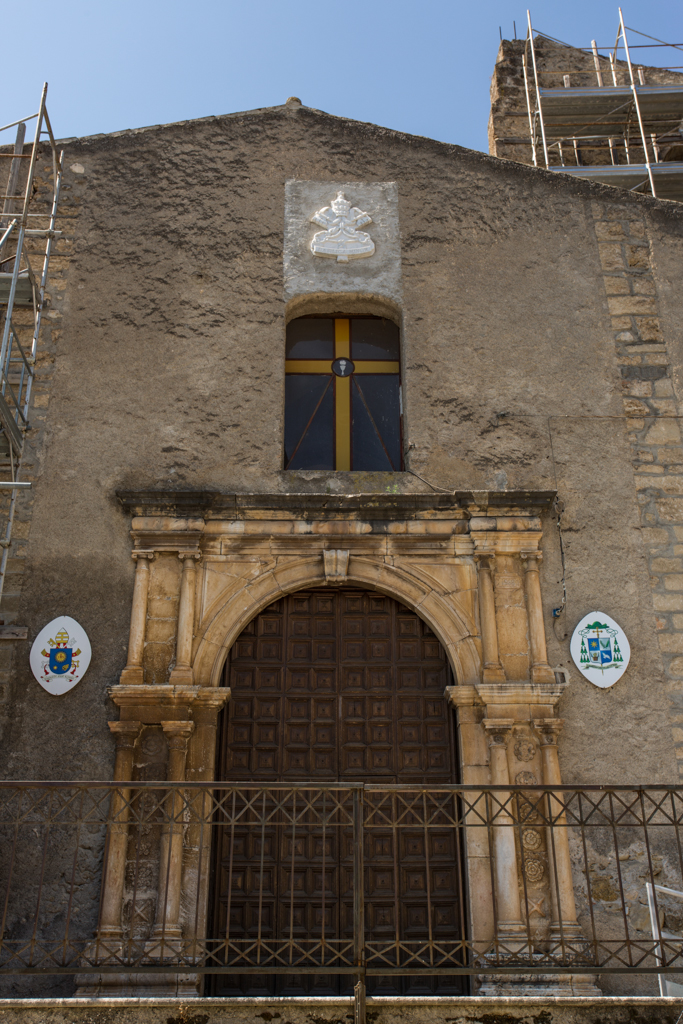
Basilica minore di San Giuliano
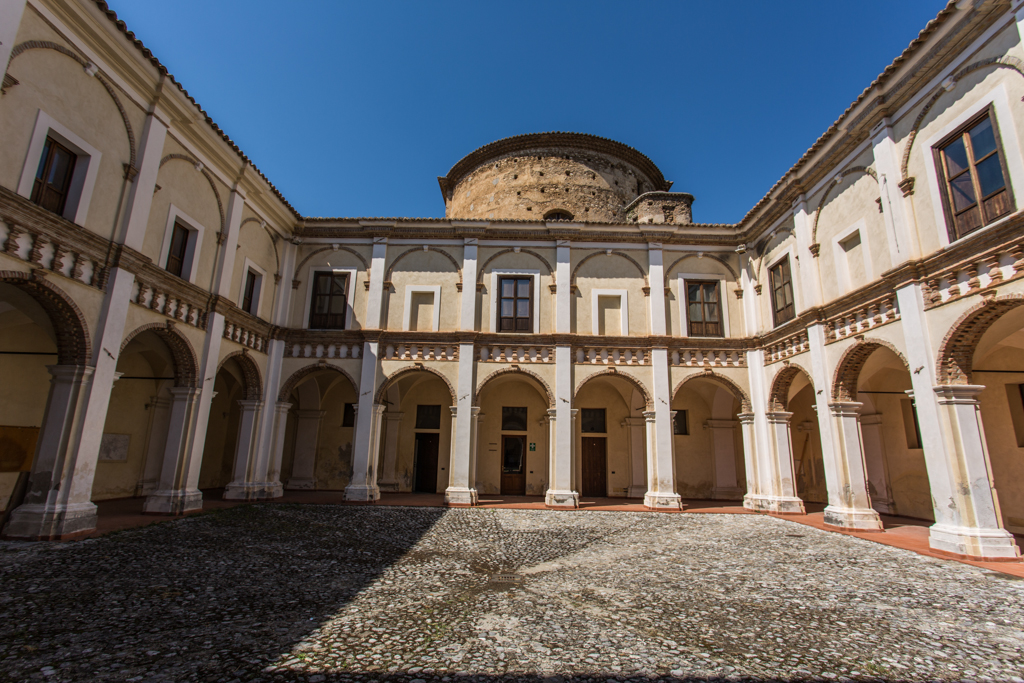
Protoconvento francescano
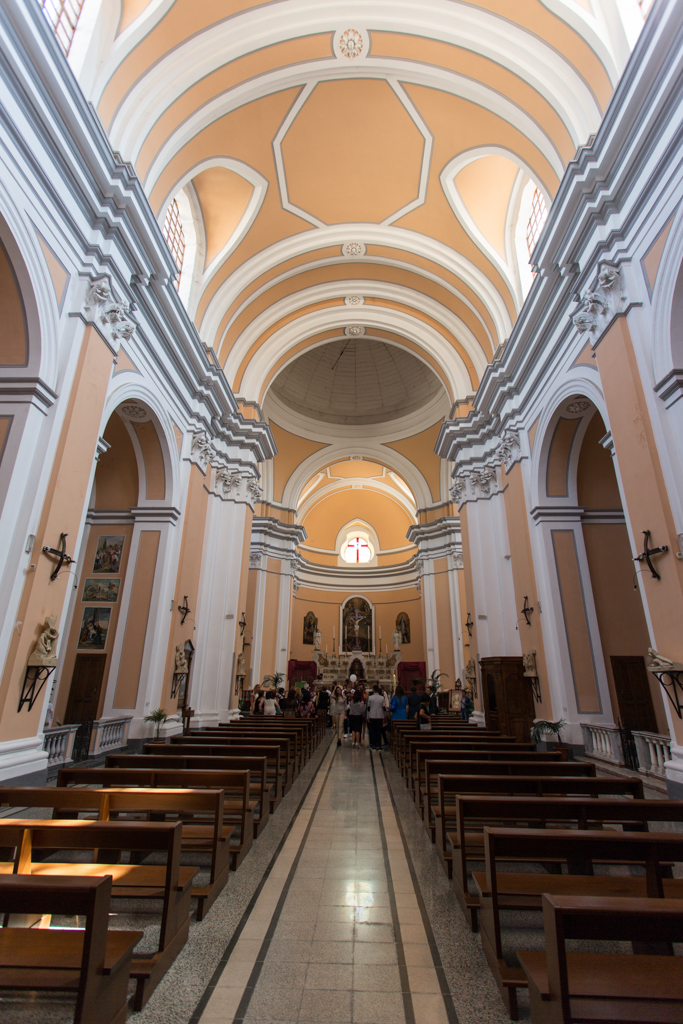
Chiesa della Santissima Trinità

### Architetture civili
- Palazzo Salituri
- Palazzo "ex-Salituri" (ora Caligiuri-Cassanese) alla Giudeca
- Palazzo Cappelli
- Palazzo Gallo
- Palazzo Gallo vecchio (già convento)
- Ponte della Catena e fontane di S. Giuseppe
- Palazzo del Municipio
- Scuola Media Statale "G. Fortunato" (antico convento)
- Liceo Classico Statale "G. Garibaldi" (già convento)
- Scuola elementare "Villaggio Scolastico" (inaugurato in epoca fascista)

### Architetture militari
- Castello aragonese (1490)

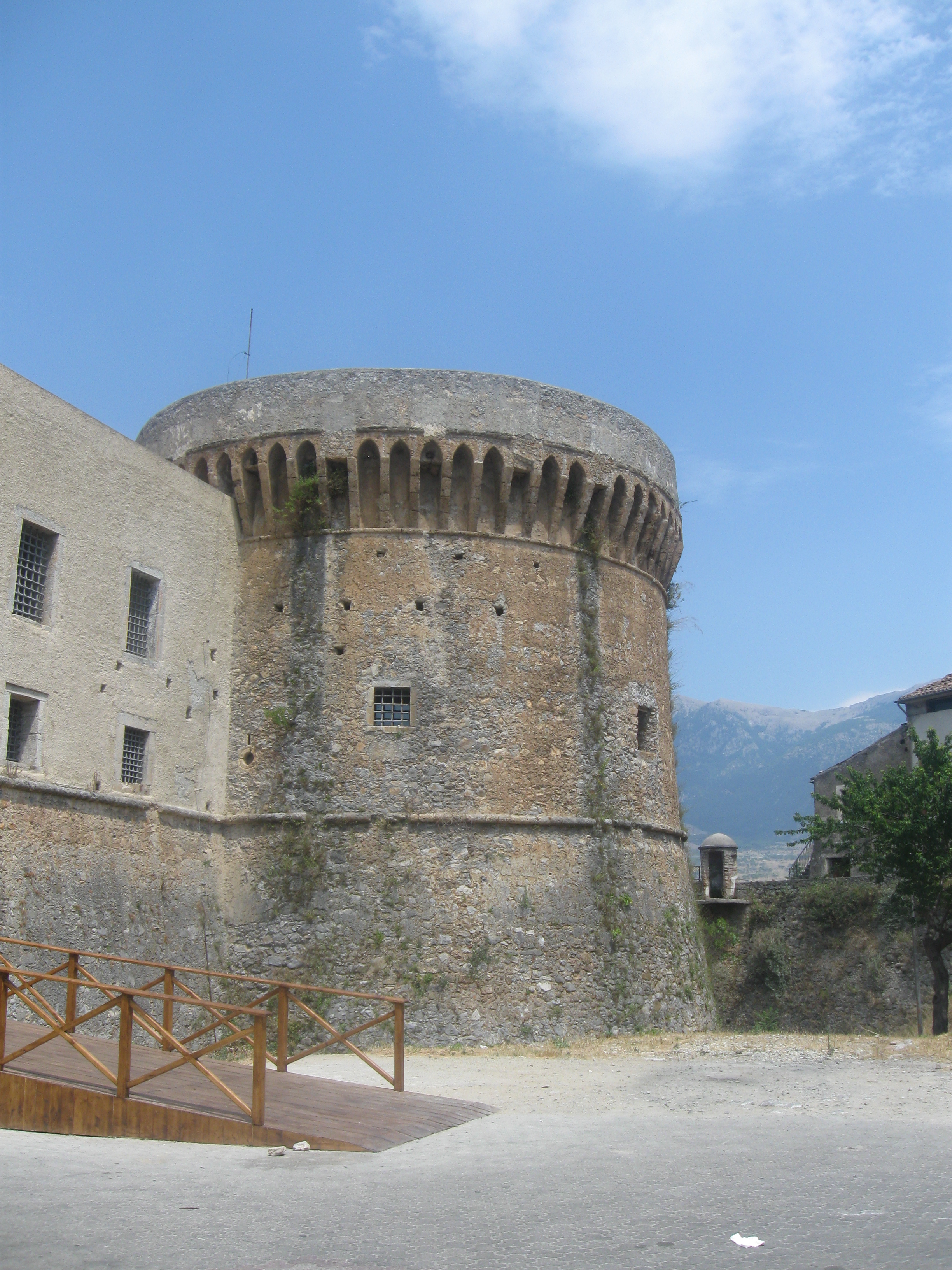
La cosiddetta "Torre Infame" del castello aragonese, considerata il simbolo della città.

- Caserma "Ettore Manes", 21º Reggimento "Genio Guastatori"

## Società

### Evoluzione demografica
Abitanti censiti

### Etnie e minoranze straniere
La popolazione straniera al 2013 è di 875 unità; nella tabella sono riportate le minoranze etniche che superano le 20 unità
1. Albania, 238
2. Romania, 146
3. Bulgaria, 138
4. Ucraina, 92
5. Marocco, 48
6. India, 37
7. Cina, 32
8. Polonia, 22

### Tradizioni e folclore
Nel comune si svolge il Carnevale del Pollino, nato ufficialmente nel 1959 dall'impegno della Pro loco del Pollino, fondata l'anno precedente, e dal 2006 ribattezzato Carnevale di Castrovillari, ma attestato almeno dal 1635, data in cui fu rappresentato, proprio in occasione del carnevale, il primo testo teatrale scritto in un dialetto calabrese, la commedia in tre atti Organtino, di Cesare Quintana.

## Cultura

### Istruzione

#### Scuole
A Castrovillari vi sono un asilo nido, due asili pubblici e alcuni privati, quattro scuole elementari, due scuole medie statali, tre licei (scientifico, classico e artistico) e cinque altri istituti superiori statali.

#### Biblioteche
La biblioteca civica "Umberto Caldora" è ospitata al primo piano del Protoconvento francescano; al suo interno custodisce circa 30.000 volumi, molti dei quali provenienti da collezioni private di famiglie locali.

#### Musei
- Il museo civico della città, allocato nel Protoconvento francescano, custodisce reperti archeologici risalenti all'età paleolitica[23] e vasellame e bronzi provenienti dalla necropoli di Bello Luco. Vi si trova anche vasellame a vernice nera, oggetti ritrovati nei ruderi delle ville rustiche romane, nonché lo scheletro di un guerriero con corredo funerario.
- La pinacoteca "Andrea Alfano", allestita nel Protoconvento francescano, raccoglie tutte le opere che il maestro Andrea Alfano (1879-1967) ha lasciato alla città ed altre donate successivamente da collezionisti privati.
- Il Museo d'arte sacra, allestito nella sacrestia della basilica di san Giuliano, raccoglie una serie di preziosi dipinti, sculture e argenteria risalenti al XVI secolo.

#### Teatri
La presenza di spazi teatrali a Castrovillari conferma l'antica tradizione teatrale della città, che risale al XVII secolo:
- Teatro Sybaris: ricavato dalle antiche scuderie del Protoconvento francescano ed inaugurato nel 1999, ha una capienza di circa 300 posti tra platea e galleria; è il centro delle attività culturali e delle manifestazioni teatrali della città. Il suo nome rimanda al vicino fiume Coscile, in antico Sybaris, e replica la denominazione del teatro fondato da Carlo Maria L'Occaso nel 1845 all'interno dello stesso Protoconvento.
- Teatro Vittoria "Giuseppe Maria Maradei" : devastato da un incendio negli anni '80, era stato per gran parte del '900 il centro culturale della città. È stato riaperto al pubblico, dopo lavori di restauro, il 25 aprile 2022.

### Media

#### Stampa
- Apollinea
- Il diario di Castrovillari e del Pollino
- Menabó

#### Televisioni
- Media sud Castrovillari (canale 292)
- Cinema-Teatro Ciminelli
- Cinema Atomic-Cafè

#### Radio
- Radio Nord Castrovillari (94.600)
- Kontatto Radio Pollino (99.000)

### Eventi
Carnevale del Pollino, dal 1959, ribattezzato "Carnevale di Castrovillari" nel 2006, ogni anno nel periodo tra febbraio e marzo, porta in città tantissimi turisti sia della regione e sia dalle regioni limitrofe. È annoverato tra i 10 carnevali più belli d'Italia.
Tra le feste principali della città, la più importante è la festa patronale della Madonna del Castello, patrona principale della città, che si svolge ogni anno tra il 29 aprile e il 3 maggio. Durante la vigilia della festa il 30 aprile, momento intenso è l'incoronazione della Madonna e la processione del pomeriggio. Il giorno festivo dedicato alla Vergine Santa il primo maggio, molto attesi sono i fuochi pirotecnici e il giorno conclusivo il 3 maggio il concerto di cantanti di fama nazionale.
Particolare della città è la festa di Pasquetta che si svolge sia il lunedì di Pasqua, che il martedì successivo di Pasqua, in dialetto locale detto (Pascunu o Marte i Pasca).
Rassegna teatrale "Primavera dei Teatri", giunta nel 2020 alla sua XXI edizione.

### Cucina
I piatti tipici della città di Castrovillari, risentono molto dei prodotti del territorio, prevalentemente ortaggi, legumi, cereali. I formaggi e le conserve sottolio e sottaceto, il baccalà con le patate (baccalà e patane). Piatto tipico è la pasta fatta in casa, in dialetto Castrovillarese (maccaruni 'i casa, a firrittu), conditi con sugo di carne di maiale e ricotta salata grattugiata, tipico piatto domenicale, che viene consumato anche durante la vendemmia e la raccolta delle olive; notevole anche la produzione di vini. Dolci per tutte le occorrenze sono: (ciotaredde, scaliddi, zuccheriddi, cannarituli, giurgiulina, cicirata).

## Geografia antropica

### Urbanistica
La città è divisa in due parti separate dal Ponte della Catena:

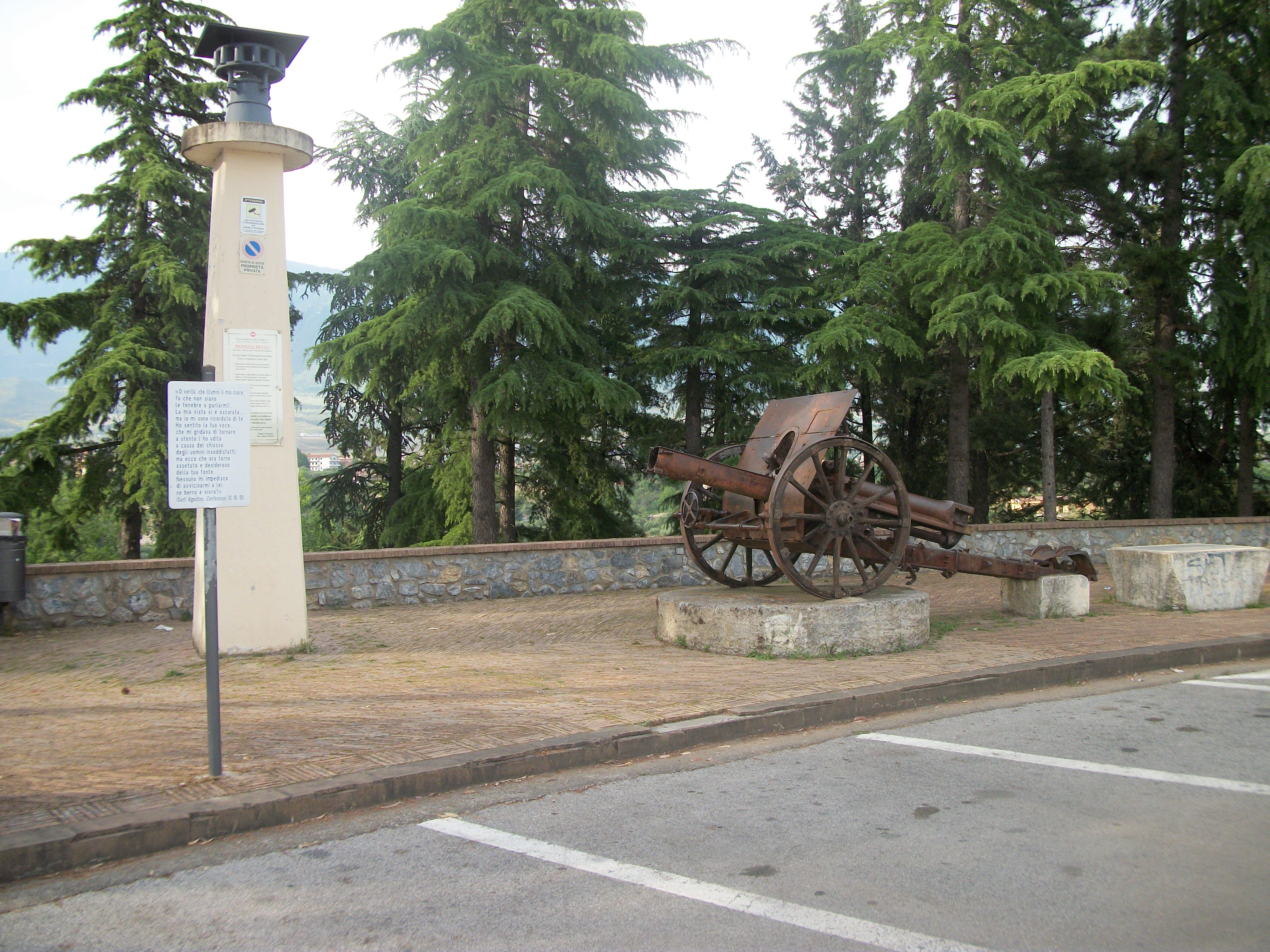
Il cannone e l'allarme antiaereo nel piazzale del santuario-basilica della madonna del castello

Parte vecchiaDetta Civita ed edificata su uno sperone calcareo, è caratterizzata da piccole viuzze e costruzioni molto caratteristiche. Vi si trovano la Basilica minore di San Giuliano, il Protoconvento Francescano, il Castello Aragonese e, su una altura, Il Santuario-Basilica minore Pontificia della Madonna del Castello. Nella piazza antistante il santuario della Madonna del Castello, un cannone e un allarme antiaereo ricordano la guerra; l'allarme suona tutti i giorni a mezzogiorno a perenne ricordo delle vittime dei bombardamenti del 1943. Sempre nella Civita, all'interno del Protoconvento Francescano, si trova il rinnovato Teatro Sybaris, che ospita alcune importanti manifestazioni teatrali.

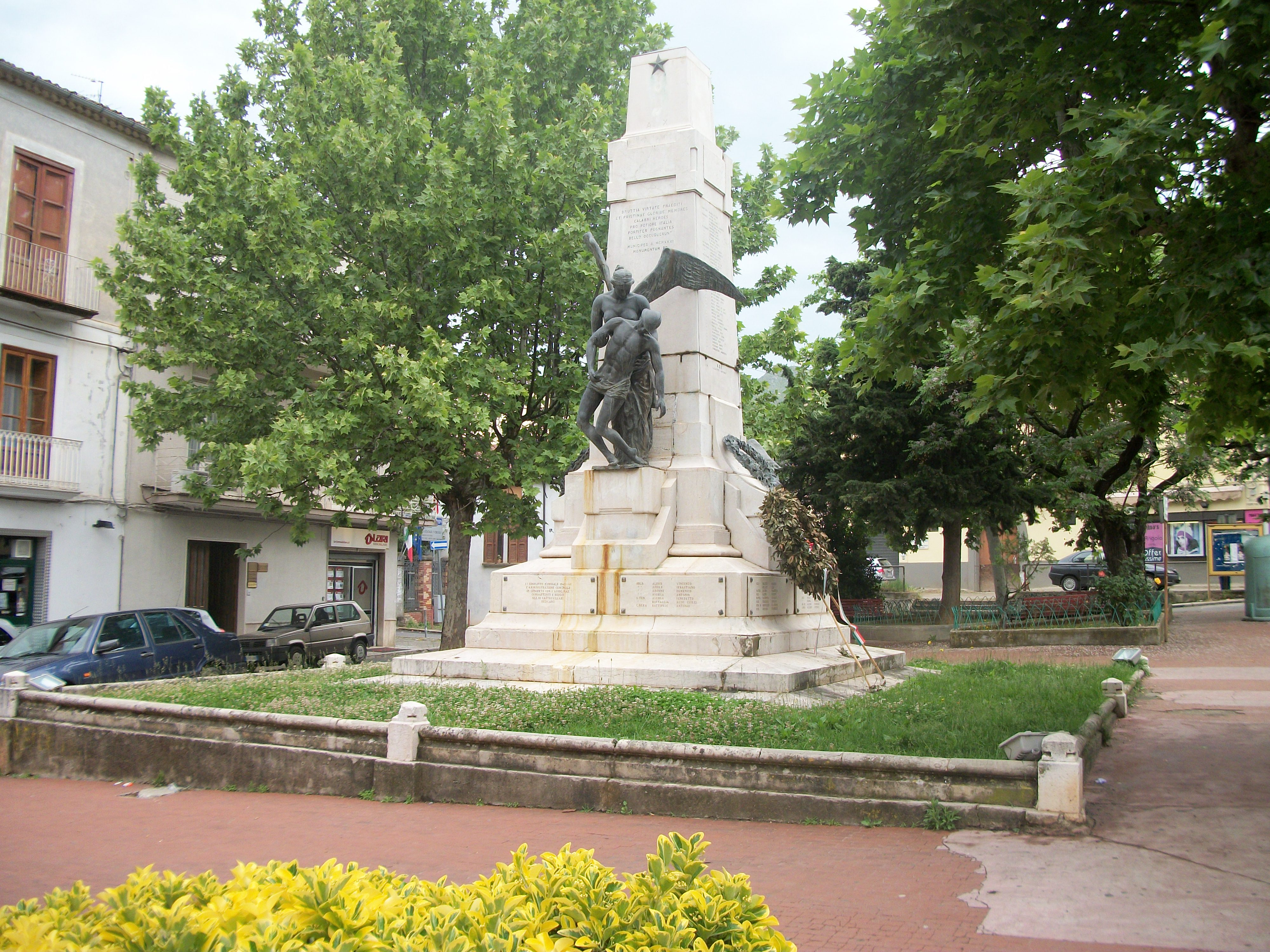
Monumento ai caduti (Piazza Indipendenza), opera di Chiaromonte di Napoli

Parte nuovaMolto più estesa rispetto alla precedente, si sviluppa su di un pianoro denominato "Piano dei Peri". Essa è costituita da larghe vie ortogonali che ricordano l'urbanizzazione ottocentesca; un grande corso, ideato dai francesi e poi intitolato a Garibaldi, attraversa il centro cittadino da nord a sud ed all'incrocio con l'isola pedonale di via Roma costituisce il centro cittadino. La città infine è dotata di un ospedale, di un tribunale, di un importante istituto penitenziario, ed è sede territoriale della maggior parte degli uffici pubblici, che la rendono, nonostante non sia capoluogo di provincia, il punto di riferimenti di tutto il comprensorio del Pollino e della valle dell'Esaro.

## Economia
L'economia della cittadina si basa principalmente sull'agricoltura, sul terziario e sull'edilizia.
I tentativi di industrializzazione degli anni '70 sono stati fortemente frenati dal declino del settore tessile che in città occupava una buona parte della produzione industriale.
Ad oggi sul territorio comunale si trovano in attività aziende per la produzione del latte (che coprono l'80% del fabbisogno regionale) ed un cementificio di proprietà di italcementi, oltre ad un buon numero di piccole aziende.

## Infrastrutture e trasporti
La città è attraversata dall'autostrada A2 del Mediterraneo, gli svincoli di Morano Calabro-Castrovillari e Castrovillari-Frascineto distano entrambi 6 km dal centro della città, lo svincolo di Firmo-Sibari invece si trova in piena area industriale/agricola di Cammarata.
Castrovillari possiede un'Autostazione, gestita da Ferrovie della Calabria srl,con autobus che percorrono linee provinciali e nazionali che collegano Castrovillari con tutte le maggiori realtà nazionali (Napoli, Bari, Roma, Firenze, Siena, Perugia, Bologna, Modena, Milano, Torino) e anche con alcune internazionali (Germania).
Dal 1930 al 1978 la cittadina era servita dalla ferrovia Lagonegro-Castrovillari-Spezzano Albanese, poi definitivamente soppressa nel 1979. Infine, Ferrovie della Calabria gestisce un servizio di trasporto pubblico urbano che circa ogni ora collega l'autostazione al centro commerciale "Le Vigne" e viceversa.
Tra le infrastrutture si annoverano:
- L'Ospedale civile "Ferrari": articolato in tre plessi ed è dotato delle principali unità operative secondo il modello "Spoke", includendo il pronto soccorso, la chirurgia, l'ostetricia e la ginecologia, la ginecologia preventiva, il consultorio, la medicina, l'ortopedia, l'anestesia e rianimazione.
- Polisportivo 1º Maggio: include al suo interno la palestra comunale "Filpo", lo stadio "Mimmo Rende", una pista d'atletica, campi sintetici di tennis e di calcio a 8.
- Istituto Penitenziario "Rosetta Sisca": inaugurato nel 1995 contiene una sezione femminile ed un'aula bunker annessa, il 21 giugno del 2014 la struttura è stata visitata da Papa Francesco.
- Villaggio Scolastico: cittadella delle scuole elementari, fatta edificare in epoca fascista per volere del sindaco Lucio Gioffré; attualmente, nel complesso scolastico sono presenti le classi di un circolo delle scuole primarie; la struttura comprende due plessi e una palestra coperta.
- Tribunale: a Castrovillari ha sede inoltre un tribunale ordinario di antica istituzione, in una nuova struttura inaugurata nel 2013, al quale fanno capo più uffici giudiziari (il Tribunale, la Procura della Repubblica, la polizia giudiziaria e il giudice di pace).

A Castrovillari hanno sede, inoltre, tutte le scuole, di ogni ordine e grado, sino alle superiori, e molti uffici pubblici, tra cui l'Agenzia delle entrate, l'Inps, l'Inail, il Centro per l'impiego.
È presente anche una caserma militare dell'esercito italiano appartenente al 21º reggimento genio guastatori di Caserta.

## Amministrazione
| Sindaci eletti dal Consiglio comunale (1946-1994)    | Sindaci eletti dal Consiglio comunale (1946-1994) | Sindaci eletti dal Consiglio comunale (1946-1994) | Sindaci eletti dal Consiglio comunale (1946-1994) | Sindaci eletti dal Consiglio comunale (1946-1994) | Sindaci eletti dal Consiglio comunale (1946-1994) | Sindaci eletti dal Consiglio comunale (1946-1994) | Sindaci eletti dal Consiglio comunale (1946-1994) | Sindaci eletti dal Consiglio comunale (1946-1994) |
| Nominativo                                           | Nominativo                                        | Partito                                           | Partito                                           | Giunta                                            | Giunta                                            | Mandato                                           | Mandato                                           | Elezione                                          |
| Nominativo                                           | Nominativo                                        | Partito                                           | Partito                                           | Giunta                                            | Giunta                                            | Inizio                                            | Fine                                              | Elezione                                          |
| ---------------------------------------------------- | ------------------------------------------------- | ------------------------------------------------- | ------------------------------------------------- | ------------------------------------------------- | ------------------------------------------------- | ------------------------------------------------- | ------------------------------------------------- | ------------------------------------------------- |
|                                                      | Amedeo Zagarese                                   |                                                   | Democrazia Cristiana                              |                                                   | DC                                                | 1946                                              | 1947                                              | Elezione 1946                                     |
|                                                      | Gaetano Vetere                                    |                                                   | Democrazia Cristiana                              |                                                   | DC                                                | 1947                                              | 1951                                              | Elezione 1946                                     |
|                                                      | Pasquale Cosentino                                |                                                   | Democrazia Cristiana                              |                                                   | DC                                                | 1951                                              | 1952                                              | Elezione 1946                                     |
|                                                      | Biagio D'Arienzo                                  |                                                   | Partito Comunista Italiano                        |                                                   | PCI-PSI                                           | 1952                                              | 1954                                              | Elezione 1952                                     |
|                                                      | Pasquale Cosentino                                |                                                   | Democrazia Cristiana                              |                                                   | DC-MSI                                            | 1954                                              | 1959                                              | Elezione 1954                                     |
|                                                      | Francesco Laudadio                                |                                                   | Democrazia Cristiana                              |                                                   | DC-MSI (1959-1960) DC (1960-1964)                 | 1959                                              | 1963                                              | Elezione 1959                                     |
|                                                      | Francesco Laudadio                                | DC-PSI                                            | Democrazia Cristiana                              | 1963                                              | 1967                                              | Elezione 1963                                     |                                                   |                                                   |
|                                                      | Mirko Massacra                                    |                                                   | Democrazia Cristiana                              |                                                   | DC-PSIUP                                          | Elezione 1963                                     | 1967                                              | 1968                                              |
|                                                      | Achille Salerni                                   |                                                   | Partito Socialista Italiano                       |                                                   | PSU-PSIUP-PCI                                     | 1968                                              | 1969                                              | Elezione 1967                                     |
|                                                      | Mirko Massacra                                    |                                                   | Democrazia Cristiana                              |                                                   | DC-PSI                                            | 1969                                              | 1972                                              | Elezione 1967                                     |
|                                                      | Mirko Massacra                                    | DC-PSI                                            | Democrazia Cristiana                              | 1972                                              | 1973                                              | Elezione 1972                                     |                                                   |                                                   |
|                                                      | Francesco Laudadio                                |                                                   | Democrazia Cristiana                              |                                                   | DC-PSDI                                           | Elezione 1972                                     | 1973                                              | 1975                                              |
|                                                      | Vincenzo Tarsia                                   | Commissario prefettizio                           | Commissario prefettizio                           | Commissario prefettizio                           | Commissario prefettizio                           | Elezione 1972                                     | 1975                                              | 1975                                              |
|                                                      | Piero Schettini                                   |                                                   | Partito Socialista Italiano                       |                                                   | DC-PSI                                            | 1975                                              | 1976                                              | Elezione 1975                                     |
|                                                      | Gianni Grisolia                                   |                                                   | Partito Socialista Italiano                       |                                                   | PSI-PCI-PSDI                                      | 1976                                              | 1980                                              | Elezione 1975                                     |
|                                                      | Arcangelo Cerminara                               | Commissario prefettizio                           | Commissario prefettizio                           | Commissario prefettizio                           | Commissario prefettizio                           | 1980                                              | 1981                                              | Elezione 1980 (1)                                 |
|                                                      | Gianni Grisolia                                   |                                                   | Partito Socialista Italiano                       |                                                   | PSI-PCI-PSDI                                      | 1981                                              | 1985                                              | Elezione 1980 (2)                                 |
|                                                      | Annunziato Saccomanno                             |                                                   | Partito Socialista Italiano                       |                                                   | DC-PSI                                            | 1985                                              | 1987                                              | Elezione 1985                                     |
|                                                      | Nicola Rocco                                      |                                                   | Partito Comunista Italiano                        |                                                   | PSI-PCI                                           | 1987                                              | 1988                                              | Elezione 1985                                     |
|                                                      | Angelo Cosentino                                  |                                                   | Democrazia Cristiana                              |                                                   | DC-PSI                                            | 1988                                              | 1990                                              | Elezione 1985                                     |
|                                                      | Annunziato Saccomanno                             |                                                   | Partito Socialista Italiano                       |                                                   | DC-PSI (1990) PSI (1991)                          | 1990                                              | 1991                                              | Elezione 1990                                     |
|                                                      | Antonio Torsello                                  |                                                   | Partito Socialista Italiano                       |                                                   | PSI-PCI                                           | 1991                                              | 1992                                              | Elezione 1990                                     |
|                                                      | Sandro Calvosa                                    | Commissario prefettizio                           | Commissario prefettizio                           | Commissario prefettizio                           | Commissario prefettizio                           | 1992                                              | 1992                                              | Elezione 1990                                     |
|                                                      | Nicola Aiello                                     |                                                   | Democrazia Cristiana                              |                                                   | DC-PSI                                            | 1992                                              | 1994                                              | Elezione 1992                                     |
|                                                      | Mario Gonzales                                    | Commissario prefettizio                           | Commissario prefettizio                           | Commissario prefettizio                           | Commissario prefettizio                           | 1994                                              | 1994                                              | Elezione 1992                                     |
| Sindaci eletti direttamente dai cittadini (dal 1994) |                                                   |                                                   |                                                   |                                                   |                                                   |                                                   |                                                   |                                                   |
|                                                      | Riccardo Vico                                     |                                                   | Partito Democratico della Sinistra                |                                                   | Progressisti                                      | 27 giugno 1994                                    | 25 maggio 1998                                    | Elezione 1994                                     |
|                                                      | Francesco Fortunato                               |                                                   | Democratici di Sinistra                           |                                                   | DS-PPI-PRC                                        | 25 maggio 1998                                    | 11 giugno 2002                                    | Elezione 1998                                     |
|                                                      | Francesco Blaiotta                                |                                                   | Alleanza Nazionale                                |                                                   | UdC-AN-NPSI                                       | 11 giugno 2002                                    | 12 giugno 2007                                    | Elezione 2002                                     |
|                                                      | Francesco Blaiotta                                | AN-UdC-Civiche                                    | Alleanza Nazionale                                | 12 giugno 2007                                    | 23 maggio 2012                                    | Elezione 2007                                     |                                                   |                                                   |
|                                                      | Domenico Lo Polito                                |                                                   | Partito Democratico                               |                                                   | PD-PSI-SEL-UdC                                    | 23 maggio 2012                                    | 26 maggio 2014                                    | Elezione 2012                                     |
|                                                      | Massimo Mariani                                   | Commissario prefettizio                           | Commissario prefettizio                           | Commissario prefettizio                           | Commissario prefettizio                           | 26 maggio 2014                                    | 17 giugno 2015                                    | Elezione 2012                                     |
|                                                      | Domenico Lo Polito                                |                                                   | Partito Democratico                               |                                                   | PD-Civiche                                        | 17 giugno 2015                                    | 24 ottobre 2020                                   | Elezione 2015                                     |
|                                                      | Domenico Lo Polito                                | PD-Civiche                                        | Partito Democratico                               | 24 ottobre 2020                                   | in carica                                         | Elezione 2020                                     |                                                   |                                                   |

## Sport
- Tra gli sport più praticati a Castrovillari figurano gli scacchi, con decine di appassionati di categoria nazionale. Tre di questi hanno partecipato al Match2000, il più grande torneo a distanza mai giocato, riportato nell'edizione 1998 del Guinness dei primati. Nell'ultimo decennio[quale?] la formazione di Castrovillari ha militato diversi anni nella serie B del campionato italiano a squadre.
- Castrovillari possiede una squadra di calcio sin dal 1921, il Castrovillari Calcio, reduce da importanti trascorsi in Serie C2, sette campionati consecutivi dalla stagione 1994-1995 fino al 2000-2001. La compagine oggi[quando?] milita nel campionato di Eccellenza.
- Nell'intera zona è molto diffusa la passione per il ciclismo. Inoltre il 25 maggio 1997, la nona tappa del Giro d'Italia si è conclusa a Castrovillari con la vittoria del russo Dmitrij Konyšev. La sesta tappa del Giro 1975, sempre con arrivo nella cittadina del Pollino, si è invece conclusa con la vittoria del belga Roger De Vlaeminck. I molteplici appassionati si raccolgono intorno all'ASD Ciclistica di Castrovillari, costituita già dal 1985 e che rappresenta un punto di riferimento organizzando manifestazioni a carattere interregionale e nazionale sia su strada che in mountain bike. La settima tappa del 100º Giro d'Italia 2017, precisamente il 12 maggio 2017, è partita da Castrovillari per terminare ad Alberobello in Puglia, con un percorso di 224 km il più lungo del giro. Ha vinto la tappa Caleb Ewan. Ospite d'onore della tappa a Castrovillari è stato l'attore americano Patrick Dempsey (indossando la maglia rosa), che ha recitato nella serie Grey's Anatomy, nel ruolo del dottor Derek Shepherd. La sesta tappa del Giro d'Italia 2020 è partita l'8 ottobre da Castrovillari per terminare a Matera, per una lunghezza di 188 km. Viene vinta in volata dal francese Arnaud Démare.
- Il volley è rappresentato dalla "Capani Volley", che milita[quando?] nel campionato maschile di serie C, e dalla "Di Dieco Group Castrovillari", che milita[quando?] nel campionato di serie C femminile.
- Il basket è rappresentato dalla A.S.D. Pollino Basket S.r.l., squadra ora[quando?] in C regionale, ma che dal 1996 al 1999 ha partecipato anche al campionato di C1.
- Per quanto riguarda il tennis, a Castrovillari sono presenti tre circoli: Tennis Club Castrovillari, Tennis Club Pollino e Queen's Castrovillari.
- Castrovillari è anche uno dei punti di partenza per le escursioni nel Parco nazionale del Pollino e vanta una sezione del Club Alpino molto attiva, il Cai Castrovillari.
- Tra gli sport poco conosciuti e praticati vi è l'arrampicata sportiva (Gioco olimpico) che sta tornando a prendere piede tra i ragazzi e le ragazze del territorio del Pollino, con il contributo di una giovane Associazione Sportiva Dilettantistica affiliata a UISP dal 2019. A Castrovillari è nata la prima sede indoor dove poter praticare e imparare il bouldering.